# Daniel Kipchumba
Daniel Kipchumba (* 12. Dezember 1997) ist ein kenianischer Langstreckenläufer.

## Sportliche Laufbahn
Daniel Kipchumba trat erstmals im April 2018 international in Erscheinung, als er den Lago-Maggiore-Halbmarathon von Verbania nach Stresa mit Streckenrekord von 59:06 min gewann. In der zweiten Jahreshälfte konnte er mit derselben Zeit den Kopenhagen-Halbmarathon für sich entscheiden und wurde beim Delhi-Halbmarathon in 59:48 min Dritter.
Im Februar 2019 belegte er beim RAK-Halbmarathon in 59:36 min Platz sieben.

## Persönliche Bestzeiten
- Halbmarathon: 59:06 min, 15. April 2018 in Stresa und 16. September 2018 in Kopenhagen